# Premis Gaudí
|  | Aquest article tracta sobre els premis de cinema. Vegeu-ne altres significats a «Gaudí (desambiguació)». |

Els Premis Gaudí són uns guardons atorgats per l'Acadèmia del Cinema Català que reconeixen les millors produccions cinematogràfiques catalanes de l'any.
Els primers Premis de Gaudí es van celebrar el 19 de gener de 2009 en una cerimònia als Estudis de TV3 de Sant Joan Despí. Es van convertir en els successors dels Premis Barcelona, celebrats del 2002 al 2007 i atorgats pel Col·legi de Directors de Cinema de Catalunya. Va ser el mateix Col·legi els que van incentivar a l'Acadèmia del Cinema Català a mantenir uns premis anuals amb el mateix prestigi.

## Guardó
El trofeu mesura 35 cm d'alçada i està fet de bronze. Va ser dissenyat pels escultors Montse Ribé i David Martí l'any 2009 i està inspirat en les xemeneies de la Pedrera, una de les obres més reconegudes del singular arquitecte Antoni Gaudí.
Se'n lliuren un exemplar per a cada categoria excepte per: Millor so (3; Cap de so directe, Dissenyador i Mesclador de So), Millor maquillatge i perruqueria (2; Maquillador/a i Perruquer/a) i Millors Efectes Visuals (2; Efectes Digitals i Efectes físics o atmosfèrics). En el premi especial del públic es concedeix un guardó diferent.

## Sistema d'elecció de pel·lícules
El reglament que regeix la concessió dels premis estableix un minuciós sistema per determinar quines pel·lícules poden optar als premis. Segons el mateix, poden ser guardonades:
- Les pel·lícules rodades en idioma català amb la lògica excepció dels premis a la millor pel·lícula en llengua no catalana i a la millor pel·lícula europea.
- Les pel·lícules de producció o coproducció catalana, entenent que són tals les que estan participades en un mínim del 20% per una productora domiciliada a Catalunya, sempre que continguin el que s'anomena «una quota de creació catalana suficient». Aquesta quota es determina mitjançant un barem que puntua tant la participació de professionals catalans (sense definir quins professionals poden ser considerats com a tals) com els «elements de catalanitat» del film (tractar una «temàtica catalana» o estar rodada en més d'un 50% a un territori de parla catalana). Se n'exceptuen els premis a la millor pel·lícula en llengua no catalana i a la millor pel·lícula europea.
- Les pel·lícules «amb talent català». Aquest apartat permet incloure professionals residents a Catalunya o catalans que han treballat a pel·lícules no catalanes, sempre a criteri discrecional de la Junta Directiva de l'Acadèmia.

Els premis a la millor pel·lícula per a televisió, al millor curtmetratge i a la millor pel·lícula europea tenen una normativa específica. A més, les pel·lícules que opten a algun d'aquests tres premis no poden optar a cap altre.

## Categories
- Premi Gaudí d'Honor-Miquel Porter[6]
- Millor pel·lícula
- Millor pel·lícula en llengua no catalana
- Millor direcció
- Millor pel·lícula documental
- Millor pel·lícula d'animació
- Millor pel·lícula per a televisió
- Millor pel·lícula europea
- Millor guió original
- Millor protagonista femenina
- Millor protagonista masculí
- Millor actriu secundària
- Millor actor secundari
- Millor fotografia
- Millor música original
- Millor muntatge
- Millor direcció artística
- Millors efectes visuals
- Millor so
- Millor curtmetratge

L'any 2010 s’incorporen:
- Millor vestuari
- Millor maquillatge i perruqueria
- Millor direcció de producció

L’any 2023 s’incorporen:
- Millor guió adaptat
- Millor direcció novella
- Millor interpretació revelació

## Màxims guardonats
| - Pa negre (2010) - Un monstre em ve a veure (2016) - Incerta glòria (2018) - El niño (2015) - Els últims dies (2014) - Entre dos aguas (2019) - Saben aquell (2024) - El 47 (2025) - The Impossible (2013) - Mientras duermes (2012) - Truman (2016) - Creatura (2024) | - Eva (2012) - 10.000 KM (2015) - Estiu 1993 (2021) - La vampira de Barcelona (2021) - Sis dies corrents (2022) - Un año, una noche (2023) - La plaga (2014) - Una pistola a cada mà (2012) - Blancaneu (2013) - [REC] 2 (2010) - El Rey de La Habana (2016) - Anacleto: Agente secreto (2016) - Las niñas (2021) - Mediterráneo (2022) - Libertad (2022) - Alcarràs (2023) - Polvo serán (2025) |

## Llista d'edicions
| Edició            | Any  | Data        | Lloc                                  | Presentador/a                                            | Ref.          |
| ----------------- | ---- | ----------- | ------------------------------------- | -------------------------------------------------------- | ------------- |
| I Premis Gaudí    | 2009 | 19 de gener | Cinema Coliseum de Barcelona          | Clara Segura                                             | [ 7 ]         |
| II Premis Gaudí   | 2010 | 1 de febrer | Cinema Coliseum de Barcelona          | Dafnis Balduz, Santi Ibáñez, Santi Millán i Clara Segura | [ 8 ]         |
| III Premis Gaudí  | 2011 | 17 de gener | Teatre Artèria Paral·lel de Barcelona | Quim Masferrer                                           | [ 10 ]        |
| IV Premis Gaudí   | 2012 | 6 de febrer | Teatre Artèria Paral·lel de Barcelona | Xavi Mira i Alba Florejachs                              | [ 12 ]        |
| V Premis Gaudí    | 2013 | 3 de febrer | BTM de Barcelona                      | Andreu Buenafuente                                       | [ 14 ]        |
| VI Premis Gaudí   | 2014 | 2 de febrer | BTM de Barcelona                      | Àngel Llàcer                                             | [ 16 ]        |
| VII Premis Gaudí  | 2015 | 2 de febrer | Sant Jordi Club de Barcelona          | Àngel Llàcer                                             | [ 18 ]        |
| VIII Premis Gaudí | 2016 | 31 de gener | CCIB de Barcelona                     | Rossy de Palma                                           | [ 19 ]        |
| IX Premis Gaudí   | 2017 | 29 de gener | CCIB de Barcelona                     | Bruno Oro                                                | [ 20 ]        |
| X Premis Gaudí    | 2018 | 28 de gener | CCIB de Barcelona                     | David Verdaguer                                          | [ 21 ]        |
| XI Premis Gaudí   | 2019 | 27 de gener | Palau de Congressos de Catalunya      | Mag Lari                                                 | [ 22 ]        |
| XII Premis Gaudí  | 2020 | 19 de gener | Palau de Congressos de Catalunya      | Anna Moliner                                             | [ 23 ]        |
| XIII Premis Gaudí | 2021 | 21 de març  | CCIB de Barcelona                     | -                                                        | [ 24 ]        |
| XIV Premis Gaudí  | 2022 | 6 de març   | MNAC de Barcelona                     | -                                                        | [ 25 ]        |
| XV Premis Gaudí   | 2023 | 22 de gener | MNAC de Barcelona                     | Llum Barrera                                             | [ 26 ]        |
| XVI Premis Gaudí  | 2024 | 4 de febrer | CCI de Barcelona                      | Maria Rovira i Ana Polo                                  | [ 27 ]        |
| XVII Premis Gaudí | 2025 | 18 de gener | CCI de Barcelona                      | Marc Clotet i Paula Malia                                | [ 28 ] [ 29 ] |